# 연초점
연초점(軟焦點) 또는 소프트 포커스(soft focus)는 사진술에서 렌즈의 결점의 하나로, 렌즈가 구면수차로 인해 흐려진 상을 형성한다. 소프트 포커스 렌즈(soft focus lens)는 의도적으로 구면 수차를 유입시킴으로써 날카로운 모서리를 보유하면서도 상을 흐릿하게 보이게 만들어주는데, 이는 초점에서 벗어난 것(아웃 포커스: out-of-focus)과는 다르며 그 효과는 샤프 렌즈의 초점을 흐리게 만듦으로써 달성할 수 없다. 연초점은 또한 이러한 렌즈를 통해 만들어진 사진의 스타일의 이름이기도 하다.

## 개요
렌즈나 깁(紗), 듀트(deuto) 등으로 연조묘사(軟調描寫)하는 것으로서, 살롱사진 포트레이트에서 효과가 있다. 컬러사진에서도 빛깔을 번지게 함으로써 연조묘사를 시도하고 있다. 상업적인 포트레이트에 많이 사용되는 기법이다. 이 기법과 유사한 것으로 아웃포커스가 있어서 초점을 조금 빗나가게 함으로써 연조묘사에 가깝게 하는데, 핀트를 흐리게 한다는 점에서 기본적인 차이가 있으며, 또한 원근감이 있는 피사체 전부에 선예(鮮銳)한 초점을 맞춘 표현을 팬 포커스(Pan focus)라고 하는데, 극한의 묘사를 노린 리얼리즘적인 기법이다.

## 같이 보기
- 렌즈 (광학)
- 특수 효과